# Batalha de Cadésia
A Batalha de Cadésia ou al-Qadisiyya (em árabe: معركة القادسيّة‎; romaniz.: Ma'rakat al-Qādisiyyah; em persa: نبرد قادسيه‎), também conhecida pelas formas transliteradas Kadisiya ou Kadesiah, foi uma batalha travada em 635 ou 636[a] entre os exércitos do Califado Ortodoxo e do Império Sassânida, no contexto da conquista islâmica da Pérsia.

## Contexto
Nos anos que se seguiram à morte de Maomé (junho de 632) assistiu-se à expansão árabe no Médio Oriente, nomeadamente na Mesopotâmia (atual Iraque). Esta região foi conquistada ao Império Sassânida, que tinha sido fundado em 226 d.C. Em 634, os persas tinham logrado repelir uma primeira tentativa de invasão.[carece de fontes?]
Por volta do ano 636, Rustã Farruquezade, comandante-em-chefe do exército persa e conselheiro do imperador Isdigerdes III (r. 632–651) conduz 80 000 homens para lá do rio Eufrates onde se enfrentam à tropas muçulmanas na batalha de Cadésia. Alguns criticaram a decisão de confrontar os árabes nos seus territórios, à beira do deserto, e diz-se que os persas poderiam ter resistido se se tivessem mantido na margem oposta do Eufrates.[carece de fontes?]

## A batalha
O califa Omar enviou 30 000 cavaleiros árabes sob o comando de Sade ibne Abi Uacas contra o exército persa, que era reforçado pelos seus vassalos arménios, 3 000 homens comandados pelo general Mamicônio Musel III, filho de Davi e 1 000 homens de Gregório II, príncipe de Siunique.
No primeiro dia da batalha, a cavalaria árabe é posta em debandada pelos elefantes de guerra persas. No terceiro dia, a infantaria muçulmana conseguem inverter a situação. Os persas tentam fugir, mas Rustã é capturado e decapitado. Musel III Mamicônio e dois dos seus sobrinhos, bem como Gregório de Siunique, os seus filhos, e Xariar, da importante família Canaranguiã, também são mortos. Os generais Hurmurzã, o Medo e Firuzã, o Persa conseguem escapar.[carece de fontes?]
Segundo as fontes muçulmanas, as baixas dos persas foram enormes, enquanto que os árabes perderam apenas 7 500 homens. O tamanho das forças em presença e a disparidade de perdas podem ter sido exagerados ulteriormente, mas é indiscutível que os árabes ganharam a batalha e que esta foi decisiva. Uma das suas consequência diretas da derrota persa foi a queda da capital sassânida, Ctesifonte, no ano seguinte.[carece de fontes?]